# IFK Norrköping 2015
Säsongen 2015 spelade IFK Norrköping sin 75 säsong i Allsvenskan. Man deltog i Allsvenskan och Svenska cupen. Säsongen 2015 vann IFK Norrköping Allsvenskan på 66 poäng, tre poäng före IFK Göteborg. Segern säkrades inför ett stort bortafölje på Swedbank Stadion i säsongens sista match mot Malmö FF.

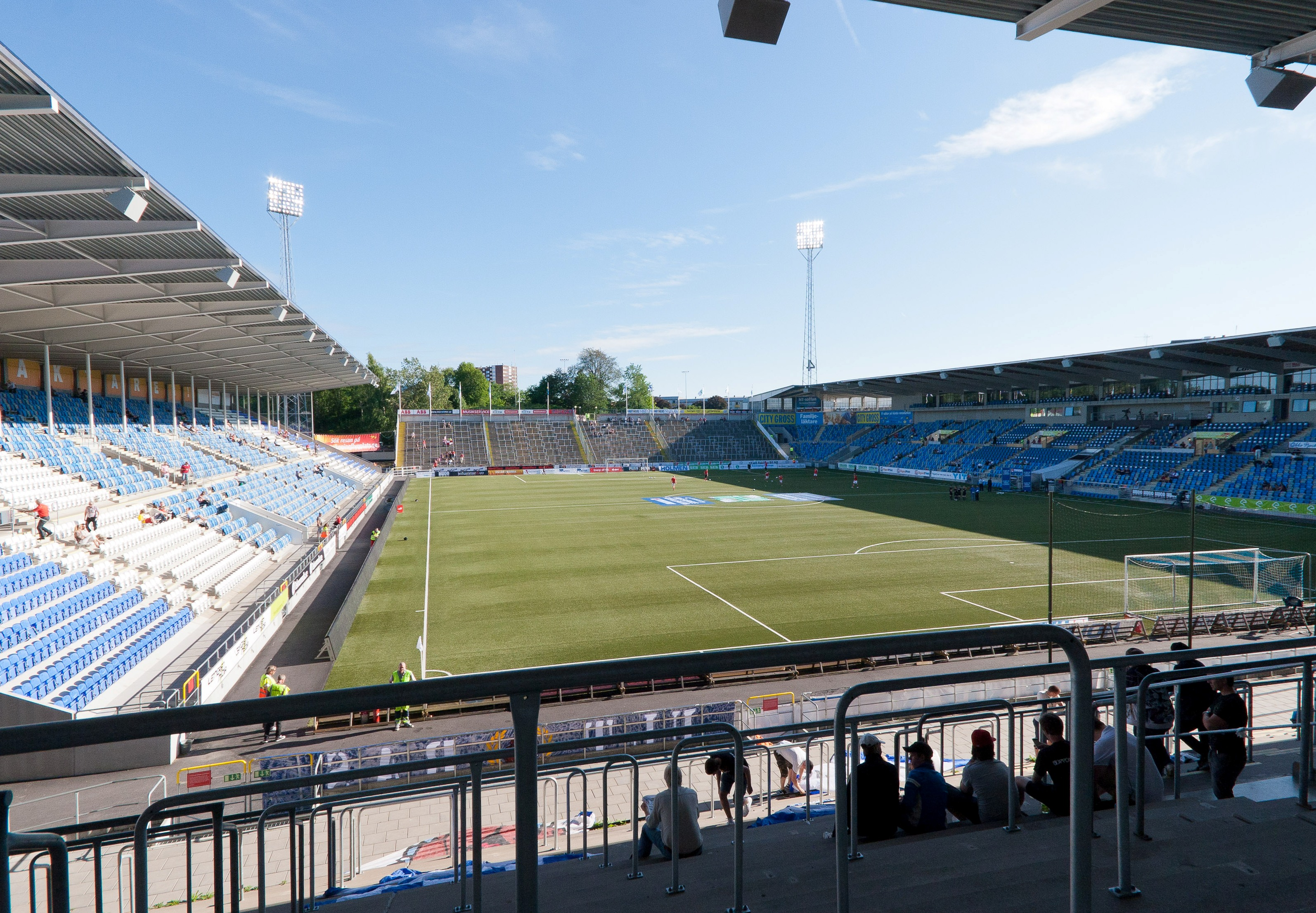
Nya Parken är IFK Norrköpings hemmaarena säsongen 2015

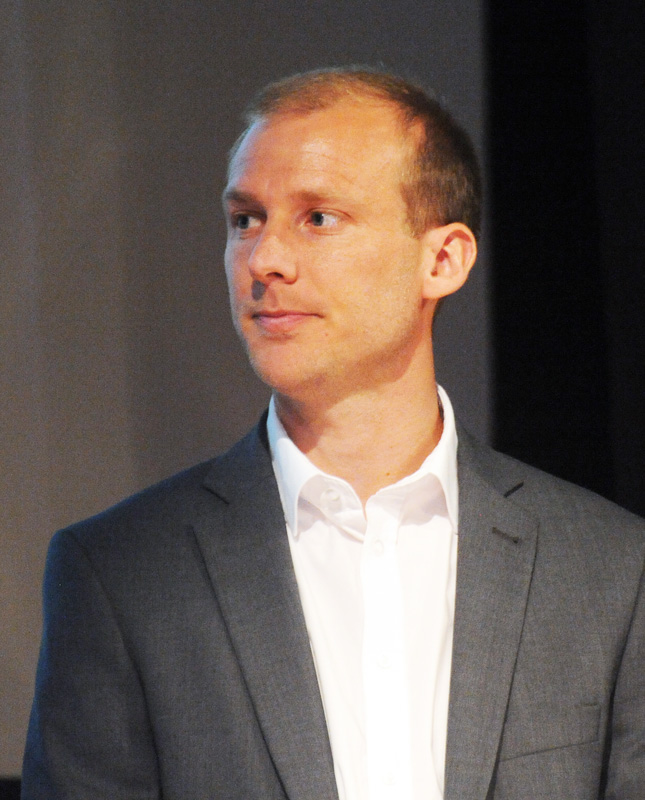
Andreas Johansson är lagkapten för IFK säsongen 2015

## Viktiga händelser
Tidigare viktiga händelser finns på IFK Norrköping 2014
- 26 november 2014: IFK värvar 2014 års passningsliga tvåa Nicklas Bärkroth från Brommapojkarna.[4]
- 28 november 2014: IFK skriver ett a-lagskontrakt med egna talangen Adnan Kojic.[5]
- 29 november 2014: Marcus Sahlman och Nikola Tkalcic har förlängt sina kontrakt med 1 respektive 2 år.[6]
- 1 december 2014: Anfallaren Joel Enarsson värvas från Mjällby.[7]
- 2 december 2014: Maths Elfvendal tar över som målvaktstränare efter Andreas Lindberg.[8]
- 4 december 2014: IFK förlänger med Filip Dagerstål. Det nya kontraktet är på 4 år.[9]
- 16 december 2014: IFK Norrköping släpper 2015 års matchtröja till försäljning.[10]
- 15 januari 2015: Nicklas Bärkroth gjorde debut för Sveriges A-landslag. Det blev en assist från Bärkroth.[11]
- 22 januari 2015: IFK är överens med Christoffer Nyman om att förlänga kontraktet till och med 2016.[12]
- 24 mars 2015: Edvard Skagestad lämnar IFK Norrköping och flyttar hem till Norge och Aalesunds FK.[13]
- 31 mars 2015: Alhaji Kamara lånas ut till malaysiska Johor Darul Ta'zim F.C. t.o.m. 30 november.[14]
- 2 april 2015: IFK och nyförvärvet Joel Enarsson är överens om att förlänga kontraktet över 2016.[15]
- 9 juni 2015: Klubbdirektören Magnus "Munken" Karlsson och IFK meddelar att de gemensamt valt att gå skilda vägar. Karlsson avslutar sin anställning den 15 juni 2015. [16]
- 16 juni 2015: Lärlingarna Henrik Castegren och Erik Lindell får förlängda avtal med IFK.[17]
- 1 juli 2015: Alhaji Kamaras lån till Malaysia avslutas i förtid och Kamara återvänder till Norrköping igen.[18]
- 3 juli 2015: Håkan Wetell presenteras som tillförordnad klubbdirektör för IFK fram till årsskiftet. Han inleder tjänsten den 10 augusti.[19]
- 7 juli 2015:  Christopher Meneses och IFK meddelar att de bryter kontraktet i förtid och Meneses lämnar klubben med omedelbar verkan.[20]
- 19 juli 2015: IFK Norrköping förlänger kontraktet med 18-årige Tesfaldet Tekie till och med 2018.[21]
- 24 juli 2015: IFK gör klart med den estniske målvakten Andreas Vaikla.[22]
- 28 juli 2015: IFK meddelar att de tillsammans med Marcus Sahlman kommit överens om att bryta kontraktet i förtid.[23]
- 30 juli 2015: Andreas Hadenius och IFK Norrköping är överens om en kontraktsförlängning till och med 2017.[24]
- 8 augusti 2015: Mirza Halvadzic lånas ut till division 1-laget Trelleborgs FF.[25]
- 10 september 2015: IFK-legenden Bengt ”Zamora” Nyholm avlider 85 år gammal. Han vann 5 SM-Guld med IFK och spelade 294 allsvenska matcher.[26]
- 4 oktober 2015: Efter IFK:s 3-1-seger över BK Häcken säkrade man en topp tre planering i Allsvenskan. Detta innebär att man är klara för europaspel och kommer antingen spela i Uefa Champions League 2016/2017 eller Uefa Europa League 2016/2017.[27]
- 12 oktober 2015: David Mitov Nilsson gör landslagsdebut för Makedonien i EM-kvalet mot Vitryssland. Han håller nollan och matchen slutar 0-0.[28]
- 14 oktober 2015: IFK förlänger kontraktet med Gentrit Citaku till och med 2017.[29]
- 25 oktober 2015: 16 125 åskådare ser matchen mellan IFK och Halmstad BK (3-1) vilket är den högsta publiksiffran sedan Nya Parken invigdes 2009. Den höga publiksiffran innebar också att IFK:s publiksnitt för första gången sedan 2002 översteg 10 000.
- 27 oktober 2015: Christopher Telo förlänger sitt kontrakt med två år till i IFK.[30]
- 31 oktober 2015: IFK Norrköping säkrar föreningens 13:e SM-guld genom att besegra Malmö FF på bortaplan med 2-0. Sedan firades det på tyska torget med Coverbandet Lalles Bodega som skulle välkomna hem guldpelarna.[31]
- 8 november 2015: IFK Norrköping besegrar IFK Göteborg i finalen av Svenska Supercupen och tar sin andra titel för året.[32]
- 13 november 2015: IFK meddelar att varken Rawez Lawan eller Adnan Kojic får förlängt kontrakt med föreningen.[33]
- 18 december 2015: Affärstidningen Sport & Affärer har utsett IFK Norrköping till årets idrottsförening 2015.[34]

Viktiga händelser fortsätter på IFK Norrköping 2016

## Spelartrupp 2015
Senast uppdaterad den: 3 december 2015
| Nr | Land    | Pos | Namn                     |
| -- | ------- | --- | ------------------------ |
| 1  | Sverige | MV  | Marcus Sahlman °         |
| 1  | Estland | MV  | Andreas Vaikla *         |
| 4  | Sverige | MF  | Andreas Johansson        |
| 5  | Sverige | A   | Christoffer Nyman        |
| 6  | Sverige | F   | Linus Wahlqvist          |
| 7  | Sverige | MF  | Alexander Fransson       |
| 8  | Sverige | MF  | Rawez Lawan              |
| 9  | Island  | MF  | Arnór Ingvi Traustason   |
| 10 | Sverige | A   | Emir Kujović             |
| 11 | Sverige | MF  | Christopher Nilsson Telo |
| 14 | Sverige | MF  | Nicklas Bärkroth         |
| 15 | Sverige | F   | Markus Falk-Olander      |

| Nr | Land         | Pos | Namn                |
| -- | ------------ | --- | ------------------- |
| 16 | Sverige      | A   | Joel Enarsson       |
| 17 | Sierra Leone | A   | Alhaji Kamara       |
| 19 | Sverige      | F   | Mirza Halvadzic °   |
| 20 | Finland      | MF  | Daniel Sjölund      |
| 21 | Sverige      | F   | Andreas Hadenius    |
| 23 | Sverige      | F   | David Boo Wiklander |
| 24 | Sverige      | MF  | Gentrit Citaku      |
| 25 | Sverige      | F   | Filip Dagerstål     |
| 26 | Sverige      | F   | Adnan Kojic         |
| 27 | Sverige      | MF  | Tesfaldet Tekie     |
| 30 | Kroatien     | F   | Nikola Tkalčić      |
| 91 | Sverige      | MV  | David Mitov Nilsson |

### Ungdomsspelare
| Nr | Land    | Pos | Namn            |
| -- | ------- | --- | --------------- |
| 13 | Sverige | F   | Erik Lindell    |
| 18 | Sverige | A   | Tidjani Diawara |

| Nr | Land    | Pos | Namn             |
| -- | ------- | --- | ---------------- |
| 28 | Sverige | F   | Henrik Castegren |

### Spelare på lån
| Nr | Land         | Pos | Namn                                                        |
| -- | ------------ | --- | ----------------------------------------------------------- |
| 19 | Sierra Leone | A   | Alhaji Kamara (På lån till Johor Darul Ta'zim till 1 juli)  |
| 19 | Sverige      | F   | Mirza Halvadzic (På lån till Trelleborgs FF från 8 augusti) |
| 29 | Sverige      | MV  | Edvard Setterberg (På lån till IF Sylvia)                   |

° Spelaren lämnade klubben under sommaruppehållet.

* Spelaren anslöt till klubben under sommaruppehållet.

## Allsvenskan
IFK inledde den Allsvenska säsongen med att spela 1-1 mot Örebro SK hemma på Nya Parken. Innan avspark invigdes Curva Nordahl vilket är en ombyggnation av den norra läktaren som gjorts om till enbart ståplats. I matchen efter tog IFK en övertygande seger mot Halmstads BK med 0-3. Efter det följde två raka förluster mot IF Elfsborg och Helsingborgs IF där matchen mot Helsingborg nämnts av spelare och ledare som den sämsta prestationen under hela säsongen. På de efterföljande 13 matcherna förlorade inte IFK en enda. Bland annat mötte man då toppkonkurrenter som AIK på bortaplan och ett dubbelmöte med dåvarande serieledarna IFK Göteborg. Den tredje av totalt fyra förluster under säsongen inträffade när AIK kom på besök till Parken. Matchen slutade 1-2 inför 14 711 åskådare.  I den tjugonde omgången spelades säsongens andra Östgötaderby mot Åtvidabergs FF. Trots att IFK skapade ett massivt tryck mot Åtvidabergs mål lyckades man bara få 1-1 efter att Alhaji Kamara tryckt in kvitteringen i den tredje övertidsminuten. Nu följde en segerrad på sju matcher där IFK tog över serieledningen efter en 3-1-seger mot BK Häcken. Den fjärde och sista förlusten kom borta mot Elfsborg i den tredje omgången från slutet. Dock kom IFK tillbaka direkt i matchen efter och inför 16 125 åskådare på Nya Parken besegrade man Halmstad och kunde åka till Malmö i sista omgången som serieledare. Inför den sista omgången hade fortfarande tre lag chansen på titeln. För att ha allt i egna händer behövde IFK vinna matchen och det började bra. I den femte minuten blev Malmö FFs lagkapten Markus Rosenberg utvisad. När klockan stod på 30 fick de tillresta Peking supportrarna jubla för första gången. Emir Kujović gjorde sitt 21:a (flest i Allsvenskan 2015) mål för säsongen. Malmö åkte på en till utvisning och i den nittiotredje minuten kunde Arnór Ingvi Traustason rulla in 2-0 som säkrade föreningens 13 SM-guld genom tiderna 26 år sedan senast.

## Priser

### Allsvenskans Stora Pris
| Namn              | Nationalitet | Kategori                    | Jury                                                                                    | Noter         |
| ----------------- | ------------ | --------------------------- | --------------------------------------------------------------------------------------- | ------------- |
| Andreas Johansson | Sverige      | Årets allsvenska försvarare | Allsvenskans 16 huvudtränare och lagkaptener samt 32 utvalda journalister och experter. | [ 47 ] [ 48 ] |
| Emir Kujović      | Sverige      | Årets allsvenska anfallare  | Allsvenskans 16 huvudtränare och lagkaptener samt 32 utvalda journalister och experter. | [ 47 ] [ 48 ] |
| Janne Andersson   | Sverige      | Årets allsvenska tränare    | Allsvenskans 16 huvudtränare och lagkaptener samt 32 utvalda journalister och experter. | [ 47 ] [ 48 ] |

Utöver dessa priser var Daniel Sjölund nominerad i kategorin Årets allsvenska mittfältare. Dessutom var både Andreas Johansson och Emir Kujović nominerade till Allsvenskans mest värdefulla spelare.

## Matcher 2015

### Träningsmatcher
| TM 24 januari 2015 | IFK Norrköping | 0 – 0   | Djurgårdens IF | Norrköping                                                 |  |  |
| 12:30              |                | Rapport |                | Arena: Nya Parken Publik: 923 Domare: Martin Strömbergsson |  |  |
|                    |                |         |                |                                                            |  |  |

| TM 31 januari 2015 | IFK Norrköping                              | 4 – 2   | IK Sleipner              | Norrköping                       |  |  |
| 13:00              | Bärkroth 1′ Nyman 35′ Kamara 65′ Kamara 71′ | Rapport | Hellman 19′ Schepler 53′ | Arena: Nya Parken Publik: ca 500 |  |  |
|                    |                                             |         |                          |                                  |  |  |

| TM 31 januari 2015 | IFK Norrköping                       | 3 – 4   | IF Sylvia                                      | Norrköping                       |  |  |
| 15:00              | Enarsson 33′ Kujovic 50′ Kujovic 60′ | Rapport | Diawara 2′ Chabo 23′ Diawara 36′ Diawara 90+2′ | Arena: Nya Parken Publik: ca 500 |  |  |
|                    |                                      |         |                                                |                                  |  |  |

| TM 7 februari 2015 | IFK Norrköping          | 2 – 0   | Åtvidabergs FF | Norrköping                    |  |  |
| 13:00              | Kamara 56′ Enarsson 61′ | Rapport |                | Arena: Nya Parken Publik: 760 |  |  |
|                    |                         |         |                |                               |  |  |

| TM 21 mars 2015 | IFK Norrköping           | 2 – 0   | Ljungskile SK | Norrköping                        |  |  |
| 13:00           | Kamara 9′ Traustason 13′ | Rapport |               | Arena: Nya Parken Publik: ca 1000 |  |  |
|                 |                          |         |               |                                   |  |  |

| TM 28 mars 2015 | AIK | 0 – 0   | IFK Norrköping | Solna                                                   |  |  |
| 15:00           |     | Rapport |                | Arena: Friends Arena Publik: 2 120 Domare: Johan Hamlin |  |  |
|                 |     |         |                |                                                         |  |  |

| TM 22 juni 2015 | Pärnu Linnameeskond | 1 – 5   | IFK Norrköping                                          | Pärnu                   |  |  |
| 16:00           | Laurits 45′         | Rapport | Lawan 12′ Nyman 32′ Enarsson 75′ Kujovic 82′ Citaku 89′ | Arena: Raeküla Staadion |  |  |
|                 |                     |         |                                                         |                         |  |  |

| TM 24 juni 2015 | FC Flora Tallinn | 0 – 1   | IFK Norrköping | Kuressaare                                                      |  |  |
| 18:00           |                  | Rapport | Telo 72′       | Arena: Kuressaare linnastaadion Publik: 354 Domare: Miko Pupart |  |  |
|                 |                  |         |                |                                                                 |  |  |

### Svenska cupen 14/15
| G7 22 februari 2015 | Norrby IF | 0 – 4   | IFK Norrköping                                | Borås                                                |  |  |
| 16:00               |           | Rapport | Bärkroth 24′ Kamara 45′ Kamara 64′ Citaku 86′ | Arena: Borås Arena Publik: 403 Domare: Antti Kanerva |  |  |
|                     |           |         |                                               |                                                      |  |  |

| G7 1 mars 2015 | IFK Norrköping         | 2 – 0 | Ängelholms FF | Norrköping                              |  |  |
| 14:00          | Kamara 3′ Bärkroth 84′ |       |               | Arena: Nya Parken Domare: Antti Kanerva |  |  |
|                |                        |       |               |                                         |  |  |

| G7 5 mars 2015 | Djurgården                              | 3 – 1   | IFK Norrköping | Stockholm                                 |  |  |
| 19:00          | Karlström 6′ Berntsen 15′ Radetinac 27′ | Rapport | Traustason 82′ | Arena: Tele 2 Arena Domare: Bojan Pandzic |  |  |
|                |                                         |         |                |                                           |  |  |

| KF 15 mars 2015 | BK Häcken                                       | 3 – 1   | IFK Norrköping | Göteborg                                                    |  |  |
| 16:00           | Thorvaldsson 36′ Thorvaldsson 46′ Gustafson 57′ | Rapport | Traustason 27′ | Arena: Gamla Ullevi Publik: 729 Domare: Kristoffer Karlsson |  |  |
|                 |                                                 |         |                |                                                             |  |  |

### Svenska cupen 15/16
| Omgång 2 20 augusti 2015 | Akropolis IF | 0 – 5   | IFK Norrköping                                      | Stockholm                                         |  |  |
| 19:00                    |              | Rapport | Nyman 15′ Kamara 20′ Kamara 24′ Nyman 69′ Lawan 85′ | Arena: Spånga IP Publik: 320 Domare: Diako Behnam |  |  |
|                          |              |         |                                                     |                                                   |  |  |

### Svenska Supercupen 2015
| Final 8 november 2015 | IFK Norrköping                    | 3 - 0   | IFK Göteborg | Norrköping                                           |  |  |
| 19:30                 | Fransson 3′ Nyman 15′ Kujovic 43′ | Rapport |              | Arena: Nya Parken Publik: 2 662 Domare: Johan Hamlin |  |  |
|                       |                                   |         |              |                                                      |  |  |

### Allsvenskan

#### Ligatabell
| Nr | Lag               | S  | V  | O  | F  | GM | IM | MS  | P  |
| -- | ----------------- | -- | -- | -- | -- | -- | -- | --- | -- |
| 1  | IFK Norrköping    | 30 | 20 | 6  | 4  | 60 | 33 | +27 | 66 |
| 2  | IFK Göteborg      | 30 | 18 | 9  | 3  | 52 | 22 | +30 | 63 |
| 3  | AIK               | 30 | 18 | 7  | 5  | 54 | 34 | +20 | 61 |
| 4  | IF Elfsborg       | 30 | 16 | 7  | 7  | 59 | 42 | +17 | 55 |
| 5  | Malmö FF (RM)     | 30 | 15 | 9  | 6  | 54 | 34 | +20 | 54 |
| 6  | Djurgårdens IF    | 30 | 14 | 9  | 7  | 52 | 37 | +15 | 51 |
| 7  | BK Häcken         | 30 | 13 | 6  | 11 | 45 | 39 | +6  | 45 |
| 8  | Helsingborgs IF   | 30 | 11 | 4  | 15 | 43 | 45 | −2  | 37 |
| 9  | Örebro SK         | 30 | 9  | 10 | 11 | 36 | 50 | −14 | 37 |
| 10 | Gefle IF          | 30 | 10 | 6  | 14 | 35 | 50 | −15 | 36 |
| 11 | Hammarby IF (U)   | 30 | 8  | 9  | 13 | 35 | 39 | −4  | 33 |
| 12 | GIF Sundsvall (U) | 30 | 9  | 5  | 16 | 34 | 52 | −18 | 32 |
| 13 | Kalmar FF         | 30 | 8  | 7  | 15 | 31 | 42 | −11 | 31 |
| 14 | Falkenbergs FF    | 30 | 7  | 4  | 19 | 38 | 56 | −18 | 25 |
| 15 | Halmstads BK      | 30 | 4  | 9  | 17 | 21 | 44 | −23 | 21 |
| 16 | Åtvidabergs FF    | 30 | 2  | 9  | 19 | 25 | 55 | −30 | 15 |

#### Matcher
| 1 5 april 2015 | IFK Norrköping | 1 – 1   | Örebro SK         | Norrköping                                                 |  |  |
| 17:30          | Nyman 6′       | Rapport | Åhman Persson 62′ | Arena: Nya Parken Publik: 8 220 Domare: Stefan Johannesson |  |  |
|                |                |         |                   |                                                            |  |  |

| 2 9 april 2015 | Halmstads BK | 0 – 3   | IFK Norrköping                        | Halmstad                                               |  |  |
| 19:00          |              | Rapport | Dagerstål 44′ Kujovic 62′ Kujovic 75′ | Arena: Örjans Vall Publik: 4 308 Domare: Bojan Pandzic |  |  |
|                |              |         |                                       |                                                        |  |  |

| 3 13 april 2015 | IFK Norrköping | 0 – 4   | IF Elfsborg                                      | Norrköping                                             |  |  |
| 19:00           |                | Rapport | Hedlund 18′ Claesson 30′ Rohdén 54′ Zeneli 90+3′ | Arena: Nya Parken Publik: 5 665 Domare: Andreas Ekberg |  |  |
|                 |                |         |                                                  |                                                        |  |  |

| 4 20 april 2015 | Helsingborgs IF                     | 3 – 1   | IFK Norrköping | Helsingborg                                        |  |  |
| 19:00           | Atakora 39′ Simovic 46′ Atakora 52′ | Rapport | Kujovic 89′    | Arena: Olympia Publik: 6 848 Domare: Bojan Pandzic |  |  |
|                 |                                     |         |                |                                                    |  |  |

| 5 27 april 2015 | IFK Norrköping                                     | 4 – 1   | Gefle IF  | Norrköping                                             |  |  |
| 19:00           | Nyman 6′ Traustason 13′ Traustason 40′ Nyman 45+1′ | Rapport | Oremo 60′ | Arena: Nya Parken Publik: 5 317 Domare: Kaspar Sjöberg |  |  |
|                 |                                                    |         |           |                                                        |  |  |

| 6 30 april 2015 | BK Häcken | 0 – 2   | IFK Norrköping          | Göteborg                                                       |  |  |
| 17:00           |           | Rapport | Kujovic 34′ Lawan 90+1′ | Arena: Gamla Ullevi Publik: 1 826 Domare: Martin Strömbergsson |  |  |
|                 |           |         |                         |                                                                |  |  |

| 7 3 maj 2015 | IFK Norrköping           | 2 – 1   | Åtvidabergs FF | Norrköping                                              |  |  |
| 15:00        | Traustason 55′ Nyman 74′ | Rapport | Sköld 61′      | Arena: Nya Parken Publik: 9 654 Domare: Michael Lerjéus |  |  |
|              |                          |         |                |                                                         |  |  |

| 8 10 maj 2015 | AIK                     | 2 – 2   | IFK Norrköping           | Solna                                                          |  |  |
| 17:30         | Goitom 34′ Väisänen 37′ | Rapport | Fransson 33′ Kujovic 49′ | Arena: Friends Arena Publik: 13 123 Domare: Stefan Johannesson |  |  |
|               |                         |         |                          |                                                                |  |  |

| 9 20 maj 2015 | IFK Norrköping | 1 – 0   | Hammarby IF | Norrköping                                               |  |  |
| 19:00         | Kujovic 45+1′  | Rapport |             | Arena: Nya Parken Publik: 13 814 Domare: Michael Lerjéus |  |  |
|               |                |         |             |                                                          |  |  |

| 10 25 maj 2015 | GIF Sundsvall | 0 – 1   | IFK Norrköping | Sundsvall                                                          |  |  |
| 19:00          |               | Rapport | Kujovic 15′    | Arena: Norrporten Arena Publik: 4 232 Domare: Markus Strömbergsson |  |  |
|                |               |         |                |                                                                    |  |  |

| 11 30 maj 2015 | IFK Norrköping       | 2 – 1   | Kalmar FF     | Norrköping                                           |  |  |
| 16:00          | Kujovic 2′ Nyman 65′ | Rapport | Antonsson 78′ | Arena: Nya Parken Publik: 5 690 Domare: Johan Hamlin |  |  |
|                |                      |         |               |                                                      |  |  |

| 12 4 juni 2015 | Djurgårdens IF | 1 – 1   | IFK Norrköping | Stockholm                                                    |  |  |
| 19:00          | Johnson 36′    | Rapport | Tkalcic 55′    | Arena: Tele 2 Arena Publik: 17 902 Domare: Mohammed Al-Hakim |  |  |
|                |                |         |                |                                                              |  |  |

| 13 7 juni 2015 | IFK Norrköping          | 2 – 0   | Falkenbergs FF | Norrköping                                           |  |  |
| 17:30          | Tkalcic 20′ Kujovic 35′ | Rapport |                | Arena: Nya Parken Publik: 6 688 Domare: Glenn Nyberg |  |  |
|                |                         |         |                |                                                      |  |  |

| 14 5 juli 2015 | IFK Norrköping                           | 3 – 1   | Malmö FF | Norrköping                                                    |  |  |
| 18:00          | Wahlqvist 13′ Kujovic 45+3′ Fransson 88′ | Rapport | Kroon 9′ | Arena: Nya Parken Publik: 12 379 Domare: Markus Strömbergsson |  |  |
|                |                                          |         |          |                                                               |  |  |

| 15 12 juli 2015 | IFK Göteborg | 0 – 0   | IFK Norrköping | Göteborg                                                |  |  |
| 17:30           |              | Rapport |                | Arena: Gamla Ullevi Publik: 16 728 Domare: Johan Hamlin |  |  |
|                 |              |         |                |                                                         |  |  |

| 16 19 juli 2015 | IFK Norrköping           | 2 – 2   | IFK Göteborg           | Norrköping                                                 |  |  |
| 15:00           | Kujovic 27′ Fransson 79′ | Rapport | Svensson 18′ Rieks 68′ | Arena: Nya Parken Publik: 14 369 Domare: Mohammed Al-Hakim |  |  |
|                 |                          |         |                        |                                                            |  |  |

| 17 27 juli 2015 | Hammarby IF | 0 - 1   | IFK Norrköping | Stockholm                                              |  |  |
| 19:00           |             | Rapport | Kujovic 37′    | Arena: Tele2 Arena Publik: 27 011 Domare: Glenn Nyberg |  |  |
|                 |             |         |                |                                                        |  |  |

| 18 2 augusti 2015 | IFK Norrköping      | 1 - 2   | AIK                                  | Norrköping                                                 |  |  |
| 15:00             | Linus Wahlqvist 68′ | Rapport | Mohamed Bangura 23′ Henok Goitom 59′ | Arena: Nya Parken Publik: 14 711 Domare: Mohammed Al-Hakim |  |  |
|                   |                     |         |                                      |                                                            |  |  |

| 19 9 augusti 2015 | Örebro SK          | 1 - 3   | IFK Norrköping                                                    | Örebro                                                       |  |  |
| 15:00             | Martin Broberg 61′ | Rapport | Arnór Ingvi Traustason 20′ Christoffer Nyman 39′ Emir Kujović 62′ | Arena: Behrn Arena Publik: 7 405 Domare: Kristoffer Karlsson |  |  |
|                   |                    |         |                                                                   |                                                              |  |  |

| 20 17 augusti 2015 | Åtvidabergs FF     | 1 - 1   | IFK Norrköping    | Åtvidaberg                                                     |  |  |
| 19:00              | Andreas Dahlén 32′ | Rapport | Alhaji Kamara 93′ | Arena: Kopparvallen Publik: 7 112 Domare: Martin Strömbergsson |  |  |
|                    |                    |         |                   |                                                                |  |  |

| 21 24 augusti 2015 | IFK Norrköping                                                | 3 - 2   | Helsingborgs IF                       | Norrköping                                            |  |  |
| 19:00              | Arnor Traustason 24′ Daniel Sjölund 81′ Andreas Johansson 95′ | Rapport | Darijan Bojanic 57′ Robin Simovic 78′ | Arena: Nya Parken Publik: 9 841 Domare: Bojan Pandzic |  |  |
|                    |                                                               |         |                                       |                                                       |  |  |

| 22 29 augusti 2015 | Falkenbergs FF | 0 - 1   | IFK Norrköping        | Falkenberg                                                      |  |  |
| 16:00              |                | Rapport | Christoffer Nyman 52′ | Arena: Falkenbergs IP Publik: 3 610 Domare: Kristoffer Karlsson |  |  |
|                    |                |         |                       |                                                                 |  |  |

| 23 11 september 2015 | Kalmar FF            | 1 - 2   | IFK Norrköping                          | Kalmar                                                             |  |  |
| 19:00                | Marcus Antonsson 68′ | Rapport | Emir Kujovic 43′ Alexander Fransson 45′ | Arena: Guldfågeln Arena Publik: 5 109 Domare: Martin Strömbergsson |  |  |
|                      |                      |         |                                         |                                                                    |  |  |

| 24 20 september 2015 | IFK Norrköping                                                                                            | 5 - 1   | GIF Sundsvall | Norrköping                                             |  |  |
| 17:30                | Christoffer Nyman 38′ Christoffer Nyman 53′ Emir Kujovic 59′ Andreas Johansson 61′ Alexander Fransson 66′ | Rapport | Pa Dibba 90′  | Arena: Nya Parken Publik: 9 023 Domare: Andreas Ekberg |  |  |
|                      | |         |               |                                                        |  |  |

| 25 23 september 2015 | IFK Norrköping                                       | 4 - 2   | Djurgårdens IF              | Norrköping                                             |  |  |
| 19:00                | Traustason 21′ Sjölund 55′ Wahlqvist 69′ Kujovic 90′ | Rapport | Andersson 58′ Arvidsson 68′ | Arena: Nya Parken Publik: 12 322 Domare: Bojan Pandzic |  |  |
|                      |                                                      |         |                             |                                                        |  |  |

| 26 27 september 2015 | Gefle IF   | 1 - 2   | IFK Norrköping        | Gävle                                                        |  |  |
| 17:30                | Lantto 21′ | Rapport | Nyman 12′ Kujovic 81′ | Arena: Gavlevallen Publik: 3 470 Domare: Kristoffer Karlsson |  |  |
|                      |            |         |                       |                                                              |  |  |

| 27 4 oktober 2015 | IFK Norrköping | 3 - 1   | BK Häcken                          | Norrköping                                              |  |  |
| 17:30             | Oliveira 66′   | Rapport | Kujovic 51′ Kujovic 54′ Kamara 73′ | Arena: Nya Parken Publik: 10 625 Domare: Jonas Eriksson |  |  |
|                   |                |         |                                    |                                                         |  |  |

| 28 19 oktober 2015 | IF Elfsborg                          | 3 - 2   | IFK Norrköping        | Borås                                                         |  |  |
| 19:00              | Zeneli 16′ Claesson 21′ Claesson 37′ | Rapport | Kamara 12′ Kamara 77′ | Arena: Borås Arena Publik: 8 810 Domare: Markus Strömbergsson |  |  |
|                    |                                      |         |                       |                                                               |  |  |

| 29 25 oktober 2015 | IFK Norrköping                    | 3 - 1   | Halmstads BK | Norrköping                                            |  |  |
| 17:30              | Kamara 20′ Kujovic 34′ Kamara 67′ | Rapport | Barny 74′    | Arena: Nya Parken Publik: 16 125 Domare: Glenn Nyberg |  |  |
|                    |                                   |         |              |                                                       |  |  |

| 30 31 oktober 2015 | Malmö FF | 0 - 2   | IFK Norrköping               | Malmö                                                         |  |  |
| 13:00              |          | Rapport | Kujovic 30′ Traustason 90+3′ | Arena: Swedbank Stadion Publik: 20 520 Domare: Jonas Eriksson |  |  |
|                    |          |         |                              |                                                               |  |  |

## Statistik
| Rank | Spelare                | Mål |
| ---- | ---------------------- | --- |
| 1    | Emir Kujovic           | 21  |
| 2    | Christoffer Nyman      | 10  |
| 3    | Arnór Ingvi Traustason | 7   |
| 4    | Alhaji Kamara          | 6   |

| Rank | Spelare                | Assist |
| ---- | ---------------------- | ------ |
| 1    | Arnór Ingvi Traustason | 10     |
| 2    | Emir Kujovic           | 5      |
| 3    | Nikola Tkalcic         | 4      |
| 3    | Christopher Telo       | 4      |

Med 21 mål blev Emir Kujović förutom intern skytteligavinnare även bästa målskytt i hela Allsvenskan säsongen 2015. Arnór Traustasons 10 målgivande passningar gav honom en delad förstaplats i Assistligan tillsammans med Elfsborgs Viktor Claesson.